# Ancient Wisdom
Nezaměňovat s texaskou folkrockovou kapelou s podobným názvem Ancient VVisdom.
Ancient Wisdom (v překladu dávná moudrost) je švédská blackmetalová kapela založená roku 1992 ve městě Umeå Marcusem E. Normanem vulgo Vargherem původně pod názvem Pain, krátce poté ji přejmenoval na Ancient a v roce 1993 na Ancient Wisdom.
Debutové studiové album s názvem For Snow Covered the Northland vyšlo v roce 1996 (ačkoli bylo nahráno již v roce 1994).

## Logo
Název Ancient Wisdom je rozdělen do dvou úrovní. Slovo ANCIENT tvoří větší horní obrazec, přičemž počáteční A a poslední T obsahují ďábelské rohy. Slovo WISDOM je ve spodní řadě vyvedeno gotickým písmem charakteristickým pro black metalové kapely.

## Diskografie
Dema
- In the Eye of the Serpent (1993) – pod názvem Ancient
- Through Rivers of the Eternal Blackness (1994)

Studiová alba
- For Snow Covered the Northland (1996)
- The Calling (1997)
- ...and the Physical Shape of Light Bled (2000)[1]
- Cometh Doom, Cometh Death (2004)
- A Celebration in Honor of Death (2021)